# Conferencia de las Naciones Unidas sobre la Normalización de Nombres Geográficos
La Conferencia de las Naciones Unidas sobre la Normalización de Nombres Geográficos (United Nations Conference on the Standardization of Geographical Names) o UNCSGN por sus siglas en inglés, tiene como objetivo unificar los topónimos de distintos idiomas, alfabetos y culturas. Forma parte de la Comisión de Estadística de las Naciones Unidas. Se reúne cada cinco años en la sede de las Naciones Unidas de Nueva York, aunque también puede reunirse en un sitio diferente, si algún país se ofrece a albergar la conferencia y pagar los gastos adicionales que se generen por el cambio de emplazamiento. Todos los países pueden enviar una delegación formada principalmente por los expertos en nombres geográficos de sus respectivos países.

## Antecedentes
Se considera que los nombres geográficos son una parte importante para el desarrollo de la cartografía mundial. Para poder localizar cualquier tipo de accidente geográfico y poder llevar a cabo operaciones logísticas, operaciones de búsqueda y rescate, o publicaciones científicas y de divulgación, se han intentado homologar los nombres geográficos desde el siglo XIX.
En 1820, el profesor Comté de Volney promocionó la creación de un alfabeto internacional ofreciendo una recompensa de 1000 francos a quien lo lograra. En 1848, Alexander John Ellis pudo desarrollar un alfabeto étnico basado en símbolos. En 1849, John Herschel propuso utilizar un alfabeto formado por letras romanas y griegas para ser utilizado en la cartografía británica. En 1913, Theodore W. Esersky propuso un alfabeto geográfico universal basado en una mezcla de letras románicas y cirílicas durante el marco del Décimo Congreso Geográfico Internacional que se celebró en Roma.
En 1871, durante el Congreso Internacional de Geografía, uno de los objetivos fue homologar de forma urgente, las formas escritas de los nombres geográficos. Dentro de las propuestas las naciones europeas utilizarían el alfabeto romano de forma oficial. La Unión Postal Internacional adoptó así, la forma para escribir los nombres oficiales en el correo. En 1875, se celebró el Segundo Congreso Internacional de Geografía en París, en esta ocasión, Béguyer de Chancourtois propuso un sistema simplificado utilizado por las escuelas francesas. No obstante, las propuestas no fueron aceptadas por la comunidad académica. Durante el Congreso Internacional de Geografía realizado en 1908 en Ginebra, se elaboró un mapa internacional con nombres uniformes. Suiza y Gran Bretaña tomaron la iniciativa de invitar a los gobiernos europeos, Estados Unidos y Japón para intentar nuevamente una estandarización de los nombres geográficos, de esta forma, se formó el Comité Internacional del Mapa Internacional en 1909.

## Organización de las Naciones Unidas
En 1950, el Congreso Internacional de Ciencias Onomásticas, el Instituto Panamericano de Geografía e Historia, la Organización de Aviación Civil Internacional y otras agencias cartográficas solicitaron al Consejo Económico y Social (ECOSOC) de la Organización de las Naciones Unidas (ONU), tomar acciones para homologar la nomenclatura mundial. Hacia 1956, se realizaron los primeros borradores de programas, los cuales se pondrían a consideración de los Estados miembros de la ONU. A partir de entonces deberían realizarse conferencias internacionales creando grupos de trabajo formados por expertos en lingüística y geografía.

## Grupo de Expertos de las Naciones Unidas en Nombres Geográficos
Para dar cumplimiento a la resolución 715 A (XXVII) del 23 de abril de 1959, el secretario general de la ONU creó un grupo de expertos cuyos objetivos principales fueron redactar guías y principios de procedimientos para lograr la normalización de los nombres de los distintos países, y presentar ante el Consejo Económico y Social de las Naciones Unidas un informe. El secretario de la ONU invitó a los países interesados para que estos pusieran a disposición consultores de lingüística y geografía y formar así los diferentes grupos de trabajo. El grupo de consultores fue renombrado como el Grupo de Expertos de las Naciones Unidas en Nombres Geográficos (UNGEGN, siglas en inglés) en mayo de 1973 y fue conformado por 150 expertos de 52 países, organizados en 22 divisiones geográficas y lingüísticas. En 2007 se determinó la necesidad de contar con una división de habla portuguesa, la cual se aprobó por resolución durante la novena conferencia, desde entonces se cuenta con 23 divisiones.

### Discrepancias con el español normativo
Una de las conclusiones del grupo ha sido reconocer que existen exónimos tradicionales arraigados en el uso (por ejemplo Londres, en castellano, por London o Spain, en inglés, por España) los cuales pueden ser admitidos. Sin embargo, existen nuevos nombres geográficos surgidos en los últimos tiempos, tanto como producto de la descolonización e independencia como de la desaparición de los estados socialistas en Europa Oriental. El grupo recomienda, en esos casos, no crear nuevos exónimos y aceptar las denominaciones oficiales de cada estado. Por ejemplo, en 1986, el gobierno de Costa de Marfil (tal el nombre en castellano) solicitó a la comunidad internacional el uso de su nombre en la lengua oficial del país, el francés, por lo cual en adelante solicitaba que en cualquier idioma su nombre fuera Cote d’Ivoire, sin traducir. Reclamos similares han sido hechos por Bielorrusia (Belarús) y Birmania (Myanmar).
La Real Academia Española, por su parte, ha rehusado seguir estos consejos y así lo ha demostrado en sus diccionarios, en especial el Diccionario panhispánico de dudas y la Ortografía de la Lengua Española. En esas obras aparecen nuevos topónimos o se españoliza la manera de escribirlos.

## Objetivos
1. Destacar la importancia de la normalización de los nombres geográficos a nivel nacional e internacional y demostrar los beneficios que se derivan de dicha normalización.
2. Reunir los resultados de la labor de los órganos nacionales e internacionales que se ocupan de la normalización de nombres geográficos y facilitar la difusión de los resultados entre los miembros de las Naciones Unidas.
3. Examinar y proponer principios, políticas y métodos adecuados para resolver los problemas de la normalización nacional e internacional.
4. Desempeñar una función activa, facilitando la prestación de asistencia científica y técnica, especialmente a los países en desarrollo, para crear mecanismos de normalización nacional e internacional de los nombres geográficos.
5. Proporcionar un mecanismo de enlace y coordinación entre los Estados miembros y entre éstos y las organizaciones sobre la labor relacionada con la normalización de los nombres geográficos.
6. Llevar a cabo las tareas asignadas como resultado de las resoluciones aprobadas en cada Conferencia de las Naciones Unidas sobre la Normalización de los Nombres Geográficos.[6]

## Conferencias
- I Conferencia, Ginebra, Suiza. Del 4 al 22 de septiembre de 1967.
- II Conferencia, Londres, Inglaterra. Del 10 al 31 de mayo de 1972.
- III Conferencia, Atenas, Grecia. Del 17 de agosto al 7 de septiembre de 1977.
- IV Conferencia, Ginebra, Suiza. Del 24 de agosto al 14 de septiembre de 1982.
- V Conferencia, Montreal, Canadá. Del 18 al 30 de agosto de 1987.
- VI Conferencia, Nueva York, Estados Unidos. Del 25 de agosto al 3 de septiembre de 1992.
- VII Conferencia, Nueva York, Estados Unidos. Del 13 al 22 de enero de 1998.
- VIII Conferencia, Berlín, Alemania. Del 27 de agosto al 5 de septiembre de 2002.
- IX Conferencia, Nueva York, Estados Unidos. Del 21 al 30 de agosto de 2007.[7]

## Resoluciones aprobadas en la IX conferencia
- 1) La X conferencia se celebrará en 2012.
- 2) Se estableció celebrar el 25° período de sesiones del Grupo de Expertos de las Naciones Unidas en Nombres Geográficos en algún lugar de África.
- 3) Se reconoció la creación de la División de Habla Portuguesa.
- 4) Se estableció que los nombres geográficos son un patrimonio cultural inmaterial. Siendo los topónimos parte de dicho patrimonio y considerando que existen diversas amenazas que gravitan sobre el empleo de algunos de ellos, no obstante que los mismos proporcionan un sentimiento de identidad y continudad, se determinó:
  - I.- Alentar a los organismos oficiales encargados de la toponimia a:
    - a. Inventariar los topónimos conforme a los criterios de aplicación de la Convención para la Salvaguardia del Patrimonio Cultural Inmaterial[8] (resolución de la ONU del 17 de octubre de 2003).[9]
    - b. Proponer su reconocimiento en el Comité creado por la Convención.
    - c. Elaborar un programa de salvaguardia y promoción de este patrimonio.
    - d. Promover su puesta en práctica.

  - II.- Instar a los Estados miembros de la Organización de las Naciones Unidas para la Educación, la Ciencia y la Cultura (Unesco) a que responda de forma favorable a las solicitudes de apoyo al respecto.
- 5) Promocionar el registro y empleo de nombres geográficos indígenas y de grupos lingüísticos minoritarios y regionales.
- 6) Recomendó a la División de Estadística de las Naciones Unidas dar apoyo a la Sección de Cartografía de las Naciones Unidas para trabajar de forma conjunta con el Grupo de Expertos de las Naciones Unidas en Nombres Geográficos y elaborar una base de datos que contenga los nombres de los países con sus capitales y principales ciudades.
- 7) Difundir la información relativa al origen y el significado de los nombres geográficos. Recomendó para ello que los nomenclátores y bases de datos nacionales que se elaboran en cada país incluyan dicha información.
- 8) Sistema internacional de romanización. Para evitar problemas de adaptación de un sistema de romanización a escala internacional. se recomendó al Grupo de Expertos de las Naciones Unidas en Nombres Geográficos reconsiderar la pertinencia de los sistemas de romanización que no han utilizado los países de forma oficial en los diez años posteriores a la aprobación de la resolución correspondiente.
- 9) Romanización del hebreo moderno. Se recomendaron algunas enmiendas a la resolución emitida con anterioridad (que seguía la transcripción usada para el hebreo bíblico):

La letra ו (vav) con sonido consonántico se romaniza como <V, v>, en lugar de como <W, w>;
La consonante צ (zayn) se romaniza como <Ts, ts> en lugar de como <Z, z>;
La consonante ק (kuf) se romaniza como <K, k> y no como <Q, q>;
Las letras א (alef) y ע (ayn), ambas representadas por ' , se representan solo (y en todos los casos) cuando aparecen en el interior de una palabra, mientras que antes la letra ע se representaba también cuando aparecía al principio y al final de la palabra;
La shva-na, que antes se romanizaba como sheva-na', se representa con una <e> únicamente cuando tiene sonido. Por ejemplo: קָרְבּ-יֵנְבּ < Bne-Brak (anteriormente romanizado como Bene-Beraq); pero םיִלוּאְג > Ge’ulim.
- 10) Se recomendó a la División de Estadística de las Naciones Unidas proporcionar financiamiento para cursos de capacitación sobre toponimia, para desarrollar un sitio web del Grupo de Expertos el cual deberá ser un instrumento eficaz de referencia y comunicación. Y realizar programas de publicaciones para de esta manera ayudar a los países a promover la normalización de sus nombres geográficos.
- 11) Se emitió un voto de agradecimiento a las Naciones Unidas, a la División de Estadística del Departamento de Asuntos Económicos y Sociales de la Secretaría de las Naciones Unidas, al presidente de la Conferencia y en general a los participantes de comités técnicos y funcionarios.[10]